# Ioánnis Drivelégas
Ioánnis Drivelégas (en grec moderne : Γιάννης Δριβελέγκας), né en 1951 à Thessalonique en Grèce, est un homme politique grec.

## Biographie
Aux élections législatives grecques de janvier 2015, il est élu député au Parlement grec sur la liste du Mouvement socialiste panhellénique dans la circonscription de la Chalcidique.